# Kūseh Pīrī
Kūseh Pīrī (persiska: کوسه پیری) är en ort i Iran.   Den ligger i provinsen Västazarbaijan, i den nordvästra delen av landet, 400 km väster om huvudstaden Teheran. Kūseh Pīrī ligger 1 813 meter över havet och antalet invånare är 176.
Terrängen runt Kūseh Pīrī är huvudsakligen kuperad, men åt sydost är den platt. Kūseh Pīrī ligger nere i en dal.Runt Kūseh Pīrī är det ganska tätbefolkat, med 78 invånare per kvadratkilometer. Närmaste större samhälle är Takāb, 16,8 km sydost om Kūseh Pīrī. Trakten runt Kūseh Pīrī består i huvudsak av gräsmarker.